# Fritz Feßmann
Fritz Feßmann (25 de dezembro de 1913 - 11 de outubro de 1944) foi um oficial alemão que serviu no Deutsches Heer durante a Segunda Guerra Mundial. Foi condecorado com a Cruz de Cavaleiro da Cruz de Ferro com Folhas de Carvalho e Espadas.

## Condecorações
| Nome                                                                       | Data                                 |
| -------------------------------------------------------------------------- | ------------------------------------ |
| Cruz de Ferro (1939) 2ª Classe                                             | 28 de maio de 1940                   |
| Cruz de Ferro (1939) 1ª Classe                                             | 16 de julho de 1941                  |
| Distintivo de Feridos em Prata                                             |                                      |
| Cruz de Cavaleiro da Cruz de Ferro                                         | 27 de outubro de 1941                |
| Cruz de Cavaleiro da Cruz de Ferro com Folhas de Carvalho nº 170           | 4 de janeiro de 1943                 |
| Cruz de Cavaleiro da Cruz de Ferro com Folhas de Carvalho e Espadas nº 103 | 23 de outubro de 1944 (postumamente) |
| Mencionado na Wehrmachtbericht                                             |                                      |